# Anomaloglossus surinamensis
Anomaloglossus surinamensis Ouboter & Jairam, 2012 è un anfibio anuro, appartenente alla famiglia degli Aromobatidi.

## Etimologia
L'epiteto specifico, composto da Surinam[e] e dal suffisso latino-ensis (che vive in, che abita), si riferisce al luogo della sua scoperta.

## Distribuzione e habitat
È endemica del Suriname. Si trova sui monti Brownsberg e Nassau.